# جورج إي. كاتلر
جورج إي. كاتلر (بالإنجليزية: George E. Cutler) هو شخصية أعمال أمريكي، ولد في 1864، وتوفي في 16 نوفمبر 1929 بسبب سقوط.